# François Delsarte
François Alexandre Nicolas Chéri Delsarte (Solesmes, 11 novembre 1811 – Parigi, 20 luglio 1871) è stato un tenore e insegnante francese.
È conosciuto in particolare per l'attività di insegnante di canto, recitazione e oratoria. Allievo del Conservatoire de Paris, ha cantato come tenore, all'Opéra-Comique. È stato inoltre compositore e scrittore di romanzi.
Ideò uno stile di recitazione che intendeva collegare le emozioni espresse in scena da attori e cantanti a un preciso codice di gesti, movimenti ed espressioni che egli aveva messo a punto a partire dalle proprie osservazioni dell'interazione sociale fra le persone.
Tale metodo “Delsarte” divenne presto popolare, ma molti cominciarono a diffonderlo travisandone gli obiettivi, e contribuendo così ad una evoluzione della gestualità teatrale in una forma esageratamente melodrammatica, che provocò poi la risposta del metodo di introspezione psicologica propugnato da Stanislavskij. Sua figlia, Magdeleine Real del Sarte fu un'apprezzata pittrice.

## Estetica applicata
Delsarte studiò canto al Conservatorio di Parigi e rimase insoddisfatto dello stile di recitazione artificioso e posticcio che veniva insegnato. Si dedicò quindi allo studio di come il corpo si muove, si comporta e reagisce fuori dalla scena, nelle diverse situazioni che si verificano nella vita reale. A partire da tali osservazioni giunse a definire alcune regolarità, e arrivò a definire questi studi come scienza dell'estetica applicata, prendendo in esame le specifiche differenze che si manifestano nella voce, nella respirazione, nel modo di muoversi di ogni parte del corpo.

## Ginnastiche
Verso la fine del XIX secolo fu detto e scritto molto, in particolare negli Stati Uniti d'America, sulle ginnastiche di Delsarte. Ma egli era interessato all'espressione delle emozioni attraverso voce e gesti, non era l'inventore di un metodo per fare ginnastica. Esercizi di rilassamento, allenamenti per l'equilibrio e controllo della respirazione sono parte di una preparazione necessaria per una efficace presenza sulla scena; invece una completa educazione del corpo per bambini e ragazzi non si può ottenere con tali strumenti, e anche gli adulti hanno bisogno di una maggiore varietà di attività motorie. Perciò le ginnastiche di Delsarte furono un'applicazione americana impropria delle teorie di Françoise Delsarte.

## Influenza e impatto
Il lavoro di Delsarte ispirò danzatori come Isadora Duncan, Ruth St. Denis e Ted Shawn. Anche Rudolf Laban e F.M. Alexander studiarono e appresero gli insegnamenti di Delsarte finché non svilupparono i propri metodi (vedi link esterni per maggiori informazioni).
Sfortunatamente, Delsarte non scrisse mai un libro spiegando il suo metodo e nemmeno lo fece il suo protetto, l'attore Steele MacKaye, che per primo lo aveva fatto conoscere negli Stati Uniti d'America. Diversamente, Genevieve Stebbins, studente di MacKaye, pubblicò nel 1885 un libro intitolatoThe Delsarte System of Expression (Il sistema dell'espressione di Delsarte), che ebbe un grande successo.
Ironicamente, il vasto successo del "Delsarte System" fu anche la sua rovina. Dall'ultimo decennio dell'Ottocento Delsarte fu insegnato ovunque e non sempre in accordo con la connettività emozionale che egli originariamente aveva elaborato. Sembra che non fosse necessaria alcuna certificazione per tenere un corso inerente al suo metodo e che l'insegnamento regredì a vuote posture con minime verità emozionali alla loro base. Secondo Stephen Wangh "it led others into stereotyped and melodramatic gesticulation, devoid of the very heart that Delsarte had sought to restore." (Ciò portò altri verso gesticolazioni stereotipate e melodrammatiche, prive della profondità emozionale che DelSarte aveva tentato di ristabilire).